# Kantongerecht Bergen op Zoom

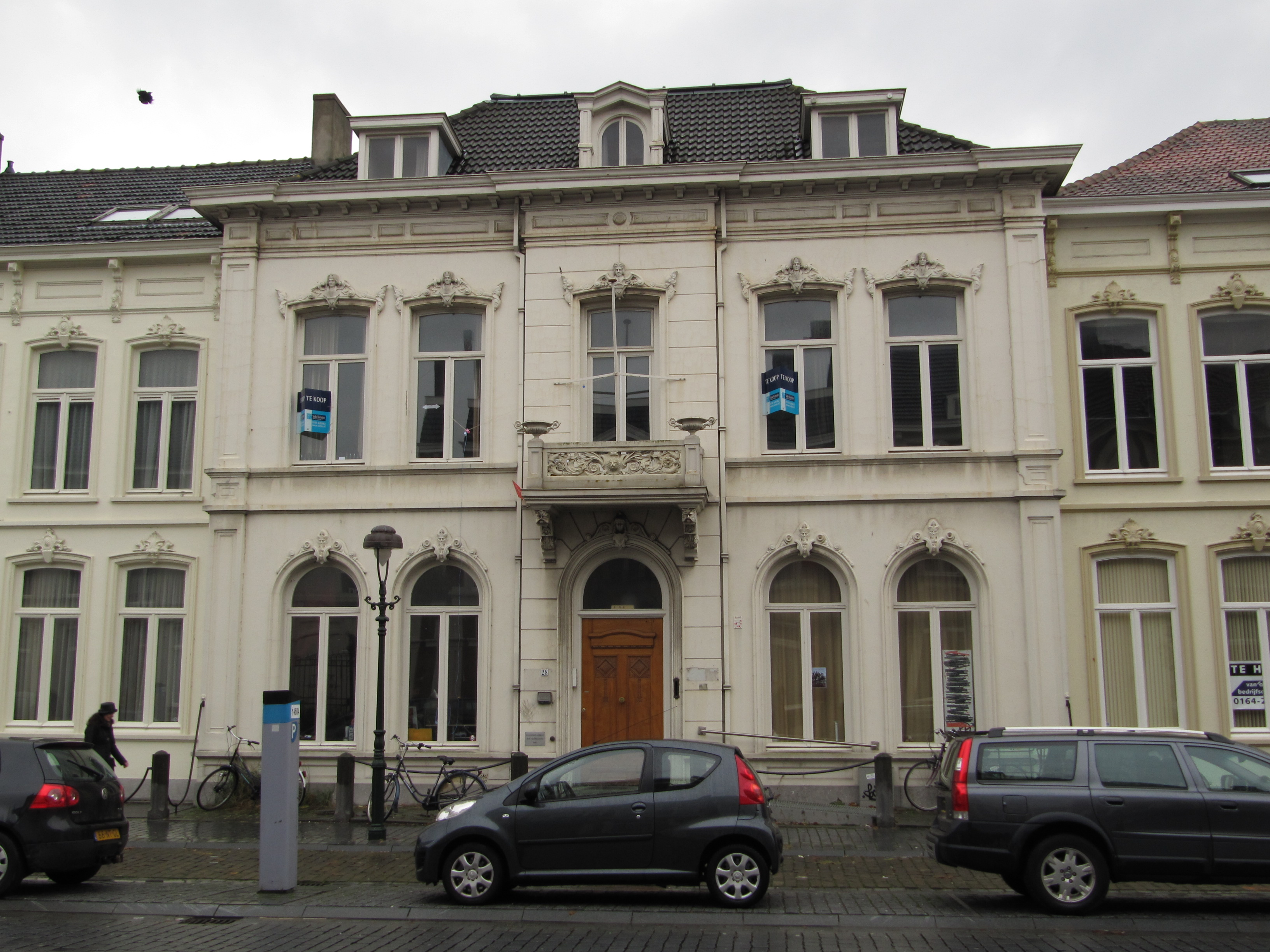
Het gerchtsgebouw aan de Stationsstraat

Het kantongerecht Bergen op Zoom was van 1838 tot 2002 een van de kantongerechten in Nederland. Na de afschaffing van het kantongerecht als zelfstandig gerecht, met ingang van 2002, bleef Bergen op Zoom zittingsplaats voor de sector kanton van de rechtbank Breda. Bergen op Zoom zal vanaf 2013 een van de zittingsplaatsen zijn van de rechtbank Zeeland-West-Brabant. Het gerecht was sinds 1898 gevestigd in een pand aan de Stationsstraat ontworpen door W.C. Metzelaar. Dat gebouw sneuvelde in 1945 nadat het geraakt was door een V1. In 1951 betrok het gerecht het monumentale gebouw aan de Stationsstraat 28.

## Het kanton
Kantons werden in Nederland ingevoerd in de Franse tijd. In ieder kanton zetelde een vrederechter. In 1838 werd deze opgevolgd door de kantonrechter, waarbij het aantal kantons aanzienlijk werd ingekrompen. Voor Bergen op Zoom veranderde er echter weinig. Het werd het zesde kanton van het arrondissement Breda.